# Mamadou Fofana (football, 1998)
Pour les articles homonymes, voir Fofana.
Ne doit pas être confondu avec Mamadou Fofana (football, 2000).
Mamadou Fofana, né le 21 janvier 1998 à Bamako au Mali, est un footballeur international malien qui évolue au poste de défenseur au Revolution de la Nouvelle-Angleterre en MLS.

## Biographie

### Carrière en club
Né à Bamako au Mali, Mamadou Fofana est formé par le club local du Stade malien. Il découvre la Turquie en 2016 en rejoignant le club d'Alanyaspor. Il fait ses débuts avec ce club le 14 janvier 2017, lors d'une défaite de son équipe en championnat face au Çaykur Rizespor (2-3). Il est ensuite prêté jusqu'à la fin de la saison à Bandırmaspor. À l'issue de son prêt, il est de retour à Alanyaspor, où il réussit à enchaîner quelques matchs.
Le 5 juillet 2018, Mamadou Fofana s'engage pour quatre ans avec le FC Metz, alors en Ligue 2. Il joue son premier match sous ses nouvelles couleurs lors de la première journée de la saison 2018-2019, le 30 juillet 2018, face au Stade brestois 29. Il est titulaire et les Grenats s'imposent sur le score de un but à zéro.
Le 12 août 2021, Mamadou Fofana s’engage avec l'Amiens SC, club évoluant alors en Ligue 2. Il signe un contrat de cinq ans, le liant donc au club jusqu'en juin 2026,.
Fofana joue son premier match pour Amiens le 14 août 2021, lors d'une rencontre de championnat contre l'EA Guingamp. Il est titularisé en défense centrale et son équipe s'impose par deux buts à zéro.
Fofana inscrit son premier but pour Amiens le 30 octobre 2022, lors d'une rencontre de coupe de France face au FC Chambly. Titulaire et capitaine ce jour-là, il voit son équipe l'emporter après une séance de tirs au but.
Le 2 décembre 2024, le média L'Équipe annonce le transfert de Mamadou Fofana vers le Revolution de la Nouvelle-Angleterre. Le joueur doit rejoindre le club de MLS à partir de janvier 2025 et le montant du transfert est estimé à 1,7 million d'euros.

### En équipe nationale
Mamadou Fofana honore sa première sélection avec l'équipe nationale du Mali contre la Côte d'Ivoire le 6 octobre 2017. Il est titularisé au poste de défenseur central ce jour-là, et la rencontre se solde par un match nul (0-0).
Le 16 octobre 2018, lors d'un match de qualification pour la Coupe d'Afrique des nations 2019, il inscrit son premier but en faveur du Mali, permettant à son équipe de réaliser le match nul contre le Burundi (1-1). Il dispute sa première compétition internationale lors de la Coupe d'Afrique des nations 2019.
En décembre 2021, Fofana est retenu par le sélectionneur Mohamed Magassouba pour participer à la coupe d'Afrique des nations 2021,. Le 2 janvier 2024, il est retenu dans la liste des vingt-sept joueurs maliens sélectionnés par Éric Chelle pour disputer la Coupe d'Afrique des nations 2023.

## Palmarès
- Champion de France de Ligue 2 en 2019 avec le FC Metz